# Rui Oliveira
Rui Filipe Alves Oliveira (Vila Nova de Gaia, 5 september 1996) is een Portugees baan- en wegwielrenner. Anno 2025 is hij actief bij  UAE Team Emirates. Zijn tweelingbroer Ivo en oudere broer Hélder zijn ook wielrenner.

## Carrière
Als junior werd Oliveira in 2013 nationaal kampioen op de scratch en werd het derde in het sprintonderdeel. Later dat jaar won hij op het Europese kampioenschap de zilveren medaille in de scratch. Een jaar later won hij drie gouden medailles op de nationale kampioenschappen: zowel in de ploegenachtervolging, de sprint als de teamsprint wist Oliveira te winnen. Op zowel het Europese als het wereldkampioenschap werd hij derde in de scratch. Samen met zijn tweelingbroer won Oliveira op het wereldkampioenschap ook de bronzen medaille in de ploegkoers.
In 2015 won Oliveira de scratch in Anadia, voor zijn tweelingbroer. Later dat jaar werd hij tweede in zowel de puntenkoers als de scratch tijdens een wedstrijd in Saint-Denis. In 2016 won Oliveira de keirin bij de eliterenners op het nationale kampioenschap.
In 2018 werd Oliveira Portugees kampioen op de weg bij de beloften. Een dag eerder was zijn tweelingbroer Ivo al nationaal beloftenkampioen tijdrijden geworden.
Bij de Olympische Zomerspelen 2024 die plaatsvonden in Parijs won hij samen met Iúri Leitão goud op het onderdeel koppelkoers.

## Palmares

### Baanwielrennen
| Jaar  | NK                                    | EK                      | WK    | OS         | WB                  | Overig                                             |
| Elite | Elite                                 | Elite                   | Elite | Elite      | Elite               | Elite                                              |
| ----- | ------------------------------------- | ----------------------- | ----- | ---------- | ------------------- | -------------------------------------------------- |
| 2015  |                                       |                         |       |            |                     | Trofeu Ciutat de Barcelona: puntenkoers en scratch |
| 2016  | keirin · 1km · achtervolging          |                         |       |            |                     |                                                    |
| 2017  | scratch · omnium                      | afvalkoers              |       |            |                     |                                                    |
| 2018  | ploegkoers · omnium                   | afvalkoers              |       |            | Minsk: · ploegkoers | GP of Poland: omnium GP Prostějov: ploegkoers      |
| 2019  | ploegkoers                            |                         |       |            | Minsk: · omnium     |                                                    |
| 2020  | omnium                                | ploegkoers              |       |            |                     |                                                    |
| 2021  |                                       | scratch · ploegkoers    |       |            |                     | Troféu Alves Barbosa: ploegkoers                   |
| 2022  |                                       |                         |       |            |                     | Troféu Internacional de Anadia: ploegkoers         |
| 2023  | afvalkoers · omnium · ploegkoers      | afvalkoers              |       |            |                     |                                                    |
| 2024  |                                       |                         |       | ploegkoers |                     |                                                    |
| 2025  | afvalkoers · ploegkoers · puntenkoers | afvalkoers · ploegkoers |       |            |                     |                                                    |

### Wegwielrennen
2018
 Portugees kampioen op de weg, Beloften
2021
 Portugees kampioenschap op de weg, Elite
2023
 Portugees kampioenschap op de weg, Elite

### Resultaten in voornaamste wegwedstrijden
| Jaar | Ronde van Italië | Ronde van Frankrijk | Ronde van Spanje |
| ---- | ---------------- | ------------------- | ---------------- |
| 2019 |                  |                     |                  |
| 2020 |                  |                     | 119e             |
| 2021 |                  |                     | 74e              |
| 2022 | 141e             |                     |                  |
| 2023 |                  |                     | 148e (laatste)   |
| 2024 | 121e             |                     |                  |
| 2025 |                  |                     |                  |

| Jaar | Gent-Wevelgem | Ronde van Vlaanderen | Parijs-Roubaix | Amstel Gold Race | Parijs-Tours |  | WK op de weg |
| ---- | ------------- | -------------------- | -------------- | ---------------- | ------------ |  | ------------ |
| 2019 |               |                      |                |                  | 28e          |  | opgave       |
| 2020 | opgave        | 65e                  |                |                  |              |  |              |
| 2021 |               | 56e                  | opgave         |                  |              |  | 39e          |
| 2022 | 56e           | opgave               |                |                  | 65e          |  | opgave       |
| 2023 | opgave        | 58e                  |                | opgave           |              |  |              |
| 2024 |               |                      |                |                  | 20e          |  | opgave       |
| 2025 | 66e           |                      |                |                  |              |  |              |

## Ploegen
- 2017 –  Axeon Hagens Berman
- 2018 –  Hagens Berman Axeon
- 2019 –  UAE Team Emirates
- 2020 –  UAE Team Emirates
- 2021 –  UAE Team Emirates
- 2022 –  UAE Team Emirates
- 2023 –  UAE Team Emirates
- 2024 –  UAE Team Emirates
- 2025 –  UAE Team Emirates

2000: Brett Aitken & Scott McGrory ·
2004: Stuart O'Grady & Graeme Brown ·
2008: Juan Curuchet & Walter Pérez ·
2020: Lasse Norman Hansen & Michael Mørkøv ·
2024: Iúri Leitão & Rui Oliveira
Anderson · Barta · Blevins · Brown · Costa · Curran · Dunbar · Garrison · Lawless · Narváez · I. Oliveira · R. Oliveira · Owen · Powless · Rice · Young
Almeida · Anderson · Barta · Bennett · Bjerg · Blevins · Brown · Costa · Davis · Garrison · Mostov · I. Oliveira · R. Oliveira · Philipsen · Revard · Rice · Zijlaard
Aru · Bohli · Bystrøm · Consonni · Conti · Costa · Đurasek · Ferrari · Gaviria · Henao · Kristoff · Laengen · Marcato · Martin · Mirza · Molano · Mori · Muñoz · I. Oliveira · R. Oliveira · Petilli · Philipsen · Pogačar · Polanc · Ravasi · Raboesjenka · Sutherland · Troia  · Ulissi
Ardila · Aru · Bjerg · Bohli · Bystrøm · Conti · Costa · Covi · De la Cruz · Dombrowski · Formolo · Gaviria · Henao · Kristoff · Laengen · Marcato · McNulty · Mirza · Molano · Muñoz · I. Oliveira · R. Oliveira · Philipsen · Pogačar · Polanc · Ravasi · Raboesjenka · Richeze · Troia · Ulissi
Ardila · Ayuso (vanaf 15 juni) · Bjerg · Bystrøm · Conti · Costa · Covi · De la Cruz · Dombrowski · Fisher-Black (vanaf 14 juli) · Formolo · Gaviria · Gibbons · Hirschi · Kristoff · Laengen · Majka · Marcato · McNulty · Mirza · Molano · Muñoz · I. Oliveira · R. Oliveira · Pogačar · Polanc · Raboesjenka · Richeze · Trentin · Troia · Ulissi· Groß (stagiair)
Ackermann · Almeida · Ardila · Ayuso · Bennett · Bjerg · Brunel (tot 2/6) · Costa · Covi · Fisher-Black · Formolo · Gaviria · Gibbons · Groß · Hirschi · Hodeg · Laengen · Majka · McNulty · Mirza · Molano · I. Oliveira · R. Oliveira · Pogačar · Polanc · Richeze · Soler · Suter · Trentin · Troia · Ulissi · Andersen (stagiair) · Kluckers (stagiair) · Knight (stagiair)
Ackermann · Almeida · Ayuso · Bax · Bennett · Bjerg · Christen (vanaf 1/8) · Covi · Fisher-Black · Formolo · Gibbons · Groß · Großschartner · Hirschi · Hodeg · Laengen · Majka · McNulty · Molano · Novak · I. Oliveira · R. Oliveira · Pogačar · Polanc (tot 15/5) ·  Soler · Trentin · Ulissi · Vine · Vink · Wellens · Yates · Glivar (stagiair)
Almeida · Arrieta · Ayuso · Baroncini · Bax · Bjerg · Christen · Covi · del Toro · Fisher-Black · Großschartner · Hirschi · Hodeg · Laengen · Majka · McNulty · Molano · Morgado · Novak · I. Oliveira · R. Oliveira · Pogačar · Politt · Sivakov · Soler · Ulissi · Vine · Vink · Wellens · Yates